# Josef August Schultes
Pour les articles homonymes, voir Schultes.
Josef (ou Joseph) August Schultes est un botaniste, médecin et naturaliste autrichien, né le 15 avril 1773 à Vienne et mort le 21 avril 1831 à Landshut. Il a aussi écrit des récits de voyages.

## Biographie
Docteur en médecine, il est professeur de zoologie, de botanique et de minéralogie au Theresianum de Vienne à partir de 1805, puis, dès l’année suivante, professeur de chimie et de botanique à l’université de Cracovie. À partir de 1808, il enseigne l’histoire naturelle et la chimie à l’université d'Innsbruck. L’année suivante, il enseigne l’histoire naturelle et la botanique à l’université de Landshut et dirige également l’école de chirurgie.
Il est le père du botaniste Julius Hermann Schultes (1804-1840). Il participe, avec Johann Jakob Roemer (1763-1819) et son fils aîné à la réalisation de la septième édition du Systema Vegetabilium.
Il était membre de nombreuses sociétés savantes.

## Œuvres

### Sélection
- Österreichs Flora, 1794 — En ligne : première partie, 1814
  - Version remaniée[1] : Flora austriaca, 1800
- Reisen durch Oberösterreich in den Jahren 1794, 1795, 1802, 1803, 1804 und 1808, 1809 — En ligne : 1re partie
- Ausflüge nach dem Schneeberg, 1802
- Reise auf den Glockner, 1804 — En ligne : 1re partie ; 2e partie ; 3e partie ; 4e partie
- Observationes botanicae …, 1809
- (fr) Lettres sur la Galicie, 2 vol., Tübingen, 1809
- Baiern's Flora, 1811 — En ligne : I. Centurie
- Briefe über Frankreich auf einer Fussreise im Jahre 1811, Leipzig, Fleischer, 1815
- Grundriss einer Geschichte und Literatur der Botanik, von Theophrastos Eresios bis auf die neuesten Zeiten, 1817 — Esquisse d'une histoire et de la littérature de la botanique, de Théophraste d'Eresós jusqu'à l'époque la plus récente
- Mantissa … systematis vegetabilium Caroli a Linné …, 1822–1824
- (avec son fils Julius Hermann Schultes), Mantissa … systematis vegetabilium Caroli a Linné …, vol. 3, 1827
- Donau-Fahrten. Handbuch für Reisende auf der Donau vol. 2, Stuttgart et Tübingen, Cotta. 1827

### Liste d’œuvres
- Œuvres en ligne, Bayerische Staatsbibliothek
- « Schultes, Joseph August », dans Biographisches Lexikon des Kaiserthums Oesterreich